# Polymesoda notabilis
Polymesoda notabilis is een tweekleppigensoort uit de familie van de Cyrenidae. De wetenschappelijke naam van de soort is voor het eerst geldig gepubliceerd in 1855 door Deshayes.